# Dilophus neglectus
Dilophus neglectus är en tvåvingeart som beskrevs av Haenni 1982. Dilophus neglectus ingår i släktet Dilophus och familjen hårmyggor. Inga underarter finns listade i Catalogue of Life.